# Таккинарди, Гвидо
Гвидо Таккинарди (итал. Guido Tacchinardi; 10 марта 1840 — 6 декабря 1917) — итальянский композитор и музыкальный педагог. Сын певца Никола Таккинарди, брат певицы Фанни Таккинарди.
Жил и работал во Флоренции, ученик Теодуло Мабеллини. В 1881—1917 гг. директор Флорентийского музыкального института. Автор Реквиема, оратории «Иисус из Назарета», трёх месс, различных оркестровых и камерных сочинений, учебников гармонии и контрапункта.
Дочь Клелия Таккинарди стала виолончелисткой, сын Альберто Таккинарди опубликовал монографии «Музыкальная ритмика» и «Музыкальная акустика».